# Nea Moudania
Nea Moudania (græsk: Νέα Μουδανιά, Néa Moudaniá; ofte omtalt som Moudania (Μουδανιά, Moudaniá), er en by der er sæde for kommunen Nea Propontida, i den regionale enhed Chalkidiki i den græske periferi Centralmakedonien. Byen ligger 60 km syd for Thessaloniki og er Chalkidikis finansielle og kommercielle centrum, såvel som dens mest folkerige by. Det blev bygget efter 1922 af græske flygtninge fra Anatolien, som ønskede at give bosættelsen navnet på deres hjemby (nu Mudanya, Tyrkiet), deraf tilføjelsen af ordet nea, som betyder ny på græsk. Nea Moudania er hjemsted for afdelingen for fiskeri og akvakulturteknologi på Alexander Technological Educational Institute i Thessaloniki.

## Befolkningsudvikling
| År   | Befolkning |
| ---- | ---------- |
| 1981 | 4.142      |
| 1991 | 4.403      |
| 2001 | 6.475      |
| 2011 | 9.342      |

## Galleri
- Strand
- Gade
- Havnen
- Udsigt
- En kirke